# Vliegtuig (Clouseau)
Vliegtuig is een nummer van de Belgische band Clouseau uit 2013. Het is de eerste single van hun titelloze elfde studioalbum. Het nummer gaat over een jongen wiens meisje hem heeft verlaten. Het meisje heeft inmiddels een nieuwe vriend, maar de jongen wil proberen om het hart van zijn meisje terug te veroveren.
Het nummer haalde de 1e positie in de Vlaamse Ultratop 50, en was de 2e nummer 1-hit die Clouseau in die lijst scoorde.
De bijbehorende videoclip werd in oktober 2013 o.m. opgenomen op het vliegveld van Grimbergen.